# ハンセン病療養所
ハンセン病療養所（ハンセンびょうりょうようじょ）は、主にハンセン病患者を専門的または中心的に診療するための医療機関である。ただし、歴史的には各国または療養所によっていろいろな意味合いをもっている。

## ハンセン病療養所の意義
- キリスト教・仏教などの宣教師が、放浪患者を救済するために作られた。例:回春病院
- 単に患者を隔離するためだけに作られたものもある。→ハンセン病患者の隔離を参照。

## 日本のハンセン病療養所
療養所名（所在地）：入所者数（2020年5月時点）計
- 国立ハンセン病療養所
  - 国立療養所松丘保養園（青森県）：58名
  - 国立療養所東北新生園（宮城県）：52名
  - 国立療養所栗生楽泉園（群馬県）：54名
  - 国立療養所多磨全生園（東京都）：144名
  - 国立駿河療養所（静岡県）：46名
  - 国立療養所長島愛生園（岡山県）：139名
  - 国立療養所邑久光明園（岡山県）：78名
  - 国立療養所大島青松園（香川県）：49名
  - 国立療養所菊池恵楓園（熊本県）：170名
  - 国立療養所星塚敬愛園（鹿児島県）：103名
  - 国立療養所奄美和光園（鹿児島県）：20名
  - 国立療養所沖縄愛楽園（沖縄県）：124名
  - 国立療養所宮古南静園（沖縄県）：53名
- 私立ハンセン病療養所
  - 神山復生病院：4名

- - 起廃病院 (1875-1907?)
  - 慰廃園(1894-1942)
  - 回春病院(1895-1941)
  - 身延深敬園(1906-1992)
  - 琵琶崎待労院：

## 世界の主なハンセン病コロニー
- カラウパパ（ハワイ）
- チャカチャカレ（トリニダード・トバゴ）
- スピナロンガ（クレタ）：現在は使われていない。
- クリオン療養所（フィリピン）
- 韓国定着村（韓国）
- ラ・デジラード島（グアドループ）
- パーム島（オーストラリア クイーンズランド州）
- Louisiana Leper Home（カーヴィル、ルイジアナ州、アメリカ合衆国）
- ロベン島（南アフリカ共和国西ケープ州）

### 過去に日本国管轄であった各国のハンセン病療養所
- 小鹿島病院（韓国）
- 樂生療養院（台湾新北市新荘区）
- 同康院（満州国奉天省鉄嶺県松山背）

#### 日本国南洋庁管轄
- サイパン島ガラパン郊外（1926年開設、1938年7月閉鎖、ヤップ島療養所に統合）
- ヤルート、エリ島（1927年開設）
- パラオ、ゴロール島（1931年開設）
- ヤップ、ピケル島（1932年開設）
- ポナペ島

## 参照資料
1. ↑  健康福祉部薬務感染症対策課, 香川県 (2020年5月1日). “ハンセン病患者数、療養所入所者数の推移” (PDF). 2021年5月12日閲覧。

- 『ハンセン病　重監房の記録』2006年、宮坂道夫、集英社新書
- 『ハンセン病と人権』2005年、神美知宏、藤野豊、牧野正直、解放出版社
- 『戦争とハンセン病』2010年、藤野豊、吉川弘分館